# San José de la Capilla
San José de la Capilla ist eine Ortschaft im Departamento Santa Cruz im südamerikanischen Anden-Staat Bolivien.

## Lage im Nahraum
San José de la Capilla ist der bevölkerungsreichste Ort des Kanton Pulquina im Municipio Comarapa in der Provinz Manuel María Caballero. Die Ortschaft liegt auf einer Höhe von 1535 m in einem fruchtbaren Talkessel des Río San Isidro, der von Comarapa kommend unterhalb von San José in den Río Mizque mündet.

## Geographie
San José de la Capilla liegt im Übergangsbereich zwischen der Anden-Gebirgskette der Cordillera Central und der Cordillera Oriental.
Das Klima ist trotz der Höhenlage kaum weniger heiß als im nahegelegenen Tiefland, aber aufgrund der niedrigeren Niederschläge weniger schwül. Die mittlere Durchschnittstemperatur der Region liegt bei etwa 27 °C (siehe Klimadiagramm Comarapa) und schwankt nur unwesentlich zwischen 24 °C im Juli und 29 °C im Dezember und Januar. Der Jahresniederschlag beträgt 500 mm, bei einer Trockenzeit von April bis Oktober mit Monatsniederschlägen unter 20 mm und einer Feuchtezeit von Dezember bis Februar mit 90 bis 100 mm Monatsniederschlag.

## Verkehrsnetz
San José de la Capilla liegt in einer Entfernung von 224 Straßenkilometern westlich der Departamento-Hauptstadt Santa Cruz.
Von Santa Cruz aus führt die asphaltierte Nationalstraße Ruta 9 vierzehn Kilometer in südwestlicher Richtung bis zum Abzweig der Ruta 7. Die Ruta 7 führt über die Städte La Angostura und Samaipata nach Comarapa und weiter nach Cochabamba. Etwa 22 Kilometer vor Comarapa zweigt die Ruta 5 in westlicher Richtung ab, die über die Ortschaften Pulquina, San José und Saipina nach Aiquile und weiter nach Sucre und Potosí führt.

## Bevölkerung
Die Einwohnerzahl der Ortschaft ist in den vergangenen beiden Jahrzehnten nur unwesentlich angewachsen:
| Jahr | Einwohner | Quelle       |
| ---- | --------- | ------------ |
| 1992 | 424       | Volkszählung |
| 2001 | 614       | Volkszählung |
| 2012 | 502       | Volkszählung |

Die Region weist einen gewissen Anteil an Quechua-Bevölkerung auf, im Municipio Comarapa sprechen 47,4 Prozent der Bevölkerung Quechua.